# I WANNA MAKE A HIT WIT-CHOO
『I WANNA MAKE A HIT WIT-CHOO』（アイ・ワナ・メイク・ア・ヒット・ウィッチュー）は、1983年7月21日に発売された八神純子の6作目のオリジナルアルバム。邦題は「恋のスマッシュ・ヒット」（こいのスマッシュ・ヒット）。発売元はディスコメイトレコード。

## 制作
八神のアメリカ・デビューに向けて制作されたアルバム。全編英語詞による楽曲で構成されており、レコーディングは現地のミュージシャンを迎えロサンゼルスで行われた。制作にあたり八神は、英会話の練習やボイス・トレーニングなどに励んだ。
プロデューサーのブルックス・アーサーは、シングル「I'm A Woman」を聴いて是非プロデュースしたいと自ら申し出たという。
10曲中9曲は書き下ろしのオリジナル曲だが、最後に配置された「思い出の部屋より (You'll Take The Best Of Me)」のみ、ファースト・アルバム『思い出は美しすぎて』収録曲の英語バージョンである。1曲目「恋のスマッシュ・ヒット」は、3曲目「マンハッタンに魅せられて」とのカップリングで本作と同時にシングルとしてリリースされた。
元々アメリカで活動したいと考えていた八神であったが、ある程度の会話は出来るつもりで行っても現地の英語はほとんど理解できず、実際に歌入れをしてみると自分の言葉で歌えていないということがよく分かったという。改めてきちんと英語を理解し、自分の言葉で歌いたいという気持ちを強くした八神は、本作を作ったことは結果的に自分にとってとても良い経験になったと話している。

## 収録曲

### LP／CT
| 全編曲: David Campbell。 |                                                         |                                                       |       |
| #                        | タイトル                                                | 作詞・作曲                                            | 時間  |
| 1.                       | 「恋のスマッシュ・ヒット」(I WANNA MAKE A HIT WIT-CHOO) | Frank Musker, Louis St. Louis                         | 3:57  |
| 2.                       | 「ヒーズ・マイ・カインド」(He's My Kind)                | Franne Golde, Peter Ivers                             | 3:32  |
| 3.                       | 「マンハッタンに魅せられて」(Manhattan)                 | Louis St. Louis, Tony Walsh                           | 3:31  |
| 4.                       | 「ヘイ・キッド」(Hey Kid)                               | Franne Golde, Roger Bruno, Billy Steele, Craig Krampf | 3:07  |
| 5.                       | 「ひとりぼっちは いや」(Don't Wanna Be Lonely)          | P. J. Levy, Bobby Bruce Levy, M. Wiley                | 3:51  |
| 合計時間:                | 合計時間:                                               | 合計時間:                                             | 17:58 |

| 全編曲: David Campbell。 |                                                  |                                             |       |
| #                        | タイトル                                         | 作詞・作曲                                  | 時間  |
| 1.                       | 「ブロードウェイ・キス」(Broadway Kisses)        | Sandy Margolin, Roger Bruno, Ellen Schwartz | 3:22  |
| 2.                       | 「ただ あなただけ」(It's Always Been You)        | Dean Pitchford, Tom Snow                    | 3:41  |
| 3.                       | 「ハート」(The Heart)                            | Chips Moman, Boddy Emmoms, Dan Penn         | 3:14  |
| 4.                       | 「時の果てまで」(We're Gonna Make It After All)  | Ellie Greenwich                             | 3:33  |
| 5.                       | 「思い出の部屋より」(You'll Take The Best Of Me) | Junko Yagami, Roger Greenaway               | 3:58  |
| 合計時間:                | 合計時間:                                        | 合計時間:                                   | 17:48 |

### CD
| 全編曲: David Campbell。 |                                                         |                                                       |       |
| #                        | タイトル                                                | 作詞・作曲                                            | 時間  |
| 1.                       | 「恋のスマッシュ・ヒット」(I WANNA MAKE A HIT WIT-CHOO) | Frank Musker, Louis St. Louis                         | 3:57  |
| 2.                       | 「ヒーズ・マイ・カインド」(He's My Kind)                | Franne Golde, Peter Ivers                             | 3:32  |
| 3.                       | 「マンハッタンに魅せられて」(Manhattan)                 | Louis St. Louis, Tony Walsh                           | 3:31  |
| 4.                       | 「ヘイ・キッド」(Hey Kid)                               | Franne Golde, Roger Bruno, Billy Steele, Craig Krampf | 3:07  |
| 5.                       | 「ひとりぼっちは いや」(Don't Wanna Be Lonely)          | P. J. Levy, Bobby Bruce Levy, M. Wiley                | 3:51  |
| 6.                       | 「ブロードウェイ・キス」(Broadway Kisses)               | Sandy Margolin, Roger Bruno, Ellen Schwartz           | 3:22  |
| 7.                       | 「ただ あなただけ」(It's Always Been You)               | Dean Pitchford, Tom Snow                              | 3:41  |
| 8.                       | 「ハート」(The Heart)                                   | Chips Moman, Boddy Emmoms, Dan Penn                   | 3:14  |
| 9.                       | 「時の果てまで」(We're Gonna Make It After All)         | Ellie Greenwich                                       | 3:33  |
| 10.                      | 「思い出の部屋より」(You'll Take The Best Of Me)        | Junko Yagami, Roger Greenaway                         | 3:58  |
| 合計時間:                | 合計時間:                                               | 合計時間:                                             | 35:46 |

## リリース日一覧
| 地域 | リリース日     | レーベル                   | 規格     | カタログ番号 | 備考         |
| ---- | -------------- | -------------------------- | -------- | ------------ | ------------ |
| USA  | 1983年         | Vanguard                   | 30cmLP   | VSD 79451    | STEREO       |
| 日本 | 1983年7月21日  | ディスコメイトレコード     | 30cmLP   | DSF-8015     | STEREO       |
| 日本 | 1983年7月21日  | ディスコメイトレコード     | カセット | DCF-1815     | STEREO       |
| 日本 | 1984年8月      | ディスコメイトレコード     | 12cmCD   | CDF-1        | STEREO       |
| 日本 | 1989年12月21日 | NEC Avenue                 | 12cmCD   | N24C-41      | STEREO       |
| 日本 | 2007年12月19日 | ビクターエンタテインメント | 12cmCD   | VICL-62683   | 紙ジャケット |

## シングル

### 概要
通算16枚目となるシングル。A・B面曲共に、同時発売されたアルバム『I WANNA MAKE A HIT WIT-CHOO』からのシングルカット。

### 収録曲
| 全編曲: David Campbell。 |                                                         |                               |      |
| #                        | タイトル                                                | 作詞・作曲                    | 時間 |
| A.                       | 「恋のスマッシュ・ヒット」(I WANNA MAKE A HIT WIT-CHOO) | Frank Musker, Louis St. Louis | 3:57 |
| B.                       | 「マンハッタンに魅せられて」(Manhattan)                 | Louis St. Louis, Tony Walsh   | 3:31 |
| 合計時間:                | 合計時間:                                               | 合計時間:                     | 7:28 |

## 参考資料
- 八神純子『I WANNA MAKE A HIT WIT-CHOO』（ライナーノーツ）ビクターエンタテインメント、2007年12月19日。VICL-62683。
- 八神純子『COMMUNICATION』（ライナーノーツ）ワーナーミュージック・ジャパン、2012年8月8日。WPCL-11124。
- オリコン『ALBUM CHART-BOOK COMPLETE EDITION 1970-2005』オリコン・マーケティング・プロモーション、2006年4月。ISBN 9784871310772。
- オリコン『SINGLE CHART-BOOK COMPLETE EDITION 1968-2005』オリコン・マーケティング・プロモーション、2006年4月。ISBN 9784871310765。